# Becher Bay Indian Reserve 1
Becher Bay Indian Reserve 1 (franska: Réserve indienne Becher Bay 1) är ett reservat i Kanada.   Det ligger i Capital Regional District och provinsen British Columbia, i den södra delen av landet, 3 600 km väster om huvudstaden Ottawa.